# Gregory Smith (attore)
Gregory Edward Smith (Toronto, 6 luglio 1983) è un attore e regista canadese naturalizzato statunitense.
Ha iniziato a lavorare, molto giovane, negli anni novanta in film per la televisione. Successivamente è stato protagonista del film Small Soldiers. Smith è inoltre apparso in numerosi film di Hollywood, ma ha avuto successo soprattutto per il ruolo di Ephram Brown nella serie televisiva Everwood.

## Biografia
Smith è nato a Toronto, in Canada, figlio di Terrea Oster, una maestra, e Maurice Smith, un produttore cinematografico di origini britanniche. La madre di Smith è anche apparsa in alcuni film prodotti dal marito durante gli anni ottanta. Smith ha due fratelli, Andrew e Douglas, anch'egli attore, e una sorella minore, Samantha. È nato e cresciuto a Vancouver, ma ha la cittadinanza americana.

### Carriera
Smith all'età di quattordici mesi apparve in spot televisivi e in cataloghi di negozi. Dopo un ruolo nel film per ragazzi Andre, nel 1995, apparse anche in Leapin' Leprechauns e nel suo sequel, Spellbreaker: Secret of the Leprechauns. Inoltre nel 1996, Smith recitò a fianco di Michelle Trachtenberg nel film Harriet the Spy. In seguito apparì in Shadow Zone: My Teacher Ate My Homework, e recitò in tre film del 1998: Krippendorf's Tribe, in cui aveva il ruolo di uno dei bambini protagonisti, The Climb a fianco di John Hurt, e il film ad alto budget Small Soldiers, in cui Smith era il protagonista insieme a Kirsten Dunst. Per quest'ultimo film vinse il premio Young Artist Award for Best Performance in a Feature Film Leading Young Actor in 1999 (miglior attore giovane in un film del 1999).
Nel 2000 appare nel film con protagonista Mel Gibson, Il patriota, nel 2001 interpreta il bandito Jim Younger nel film western Gli ultimi fuorilegge. Infine dal 2002 al 2006 ebbe il ruolo di successo di Ephram Brown nella serie televisiva Everwood, che fece conoscere l'attore anche al pubblico italiano. The Independent Weekly descrisse il suo ruolo come "una delle migliori rappresentazioni di un tipico adolescente mai viste in televisione. Per questo ruolo vinse un Young Artist Award for Best Performance in a TV series (Comedy or Drama) Leading Young Actor in 2003 (premio al giovane artista per la miglior interpretazione in una serie televisiva di tipo drammatico del 2003). Nel 2010 entra nel cast della serie poliziesca Rookie Blue, nella quale interpreta il ruolo di Dov Epstein.

## Filmografia

### Attore

#### Cinema
- Andre, regia di George Miller (1994)
- Gli allegri folletti: Avventura in America (Leapin' Leprechauns), regia di Ted Nicolaou (1995)
- Il grande bullo, regia di Steve Miner (1996)
- Harriet, la spia, regia di Bronwen Hughes (1996)
- Spellbreaker: Secret of the Leprechauns, regia di Ted Nicolaou (1996)
- The Climb, regia di Bob Swaim (1997)
- Zona d'ombra: bambole e vudù (Shadow Zone: My Teacher Ate My Homework), regia di Stephen Williams (1997)
- Cercasi tribù disperatamente (Krippendorf's Tribe), regia di Todd Holland (1998)
- Small Soldiers, regia di Joe Dante (1998)
- Il patriota, regia di Roland Emmerich (2000)
- Gli ultimi fuorilegge (American Outlaws), regia di Les Mayfield (2001)
- Adolescenza inquieta (Book of Love), regia di Alan Brown (2004)
- Nearing Grace, regia di Rick Rosenthal (2005)
- Kids in America, regia di Josh Stolberg (2005)
- Closing the Ring, regia di Richard Attenborough (2007)
- Il risveglio delle tenebre, regia di David L. Cunningham (2007)
- Boot Camp, regia di Christian Duguay (2007)
- Leslie, il mio nome è il male, regia di Reginald Harkema (2009)
- Whirligig, regia di Chaz Thorne (2010)
- Hobo with a Shotgun, regia di Jason Eisener (2011)
- Conception, regia di Josh Stolberg (2011)
- Something Red, regia di Ilana Frank (2011) – cortometraggio
- Dream House, regia di Jim Sheridan (2011)
- In My Pocket, regia di David Lisle Johnson (2011)
- Follow, regia di Sean Turrell (2012) – cortometraggio
- Sprnva, regia di Peter Mishara (2014) – cortometraggio

#### Televisione
- Il commissario Scali (The Commish) – serie TV, episodio 1x04 (1991)
- Street Justice – serie TV, episodi 1x04-2x13 (1991-1993)
- Jumpin' Joe, regia di John Patterson – film TV (1992)
- The Hat Squad – serie TV, episodio 1x01 (1992)
- Highlander (Highlander: The Series) – serie TV, episodio 2x12 (1994)
- Hai paura del buio? (Are You Afraid of the Dark?) – serie TV, episodi 4x13 (1995)
- L'altra madre (The Other Mother: A Moment of Truth Movie), regia di Bethany Rooney – film TV (1995)
- Oltre i limiti (The Outer Limits) – serie TV, episodio 1x11 (1995)
- Le fantastiche avventure di Capitan Zoom (The Adventures of Captain Zoom in Outer Space), regia di Max Tash – film TV (1995)
- M.A.N.T.I.S. – serie TV, episodio 1x21 (1995)
- Meego – serie TV, episodio 1x06 (1997)
- Zenon - Ragazza stellare (Zenon: Girl of the 21st Century), regia di Kenneth Johnson – film TV (1999)
- Kate Brasher – serie TV, 6 episodi (2001)
- Just Ask My Children, regia di Arvin Brown – film TV (2001)
- Il tocco di un angelo – serie TV, episodio 8x11 (2001)
- Everwood – serie TV, 89 episodi (2002-2006)
- Viaggio nel mondo che non c'è (A Wrinkle in Time), regia di John Kent Harrison – film TV (2004)
- Eli Stone – serie TV, episodio 2x13 (2009)
- Guns, regia di Sudz Sutherland – miniserie TV (2009)
- Fakers, regia di Pierre Gill – film TV (2010)
- Blue Belle – serie TV (2010)
- Rookie Blue – serie TV, 74 episodi (2010-2015)
- Franklin & Bash – serie TV, episodio 3x07 (2013)
- Working the Engels – serie TV, 3 episodi (2014)
- Designated Survivor – serie TV, episodio 2x06 (2017)
- Superman & Lois – serie TV, episodio 4x07 (2024)

### Doppiaggio
- Edison & Leo, regia di Neil Burns (2008)

### Regista

#### Televisione
- Rookie Blue – serie TV, 5 episodi (2012-2015)
- Saving Hope – serie TV, 8 episodi (2014-2017)
- Arrow – serie TV, 7 episodi (2015-2019)
- Legends of Tomorrow – serie TV, 6 episodi (2016-2020)
- Shadowhunters (Shadowhunters: The Mortal Instruments) – serie TV, episodio 2x03 (2017)
- The Flash – serie TV, 4 episodi (2017-2019)
- The Detail – serie TV, 2 episodi (2018)
- Supergirl – serie TV, 2 episodi (2018-2020)
- Riverdale – serie TV, 4 episodi (2018-2023)
- Unspeakable – miniserie TV, 3 episodi (2019)
- God Friended Me – serie TV, 2 episodi (2019-2020)
- Katy Keene – serie TV, 1 episodio (2020)
- Superman & Lois – serie TV, 13 episodi (2021-2024)

## Doppiatori italiani
Nelle versioni in italiano delle opere in cui ha recitato, Gregory Smith è stato doppiato da:
- Nanni Baldini in Everwood, Rookie Blue
- Gemma Donati in L'altra madre
- Alessio Nissolino in Dream House
- Leonardo Graziano in Adolescenza inquieta
- Stefano De Filippis ne Il patriota
- Stefano Crescentini ne Il risveglio delle tenebre
- Gabriele Lopez in Closing the Ring
- Massimiliano Alto in Gli ultimi fuorilegge
- Davide Perino in Small Soldiers